# General Tire

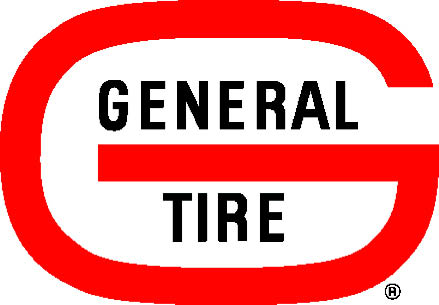

The General Tire and Rubber Company ist ein ehemaliger US-amerikanischer Mischkonzern. Gegründet wurde das Unternehmen 1915 als Autoreifenhersteller in Akron, Ohio durch William F. O’Neil.
Im Jahre 1943 weitete General Tire seine Geschäftstätigkeit vom eigentlichen Kerngeschäft aus und kaufte das Unternehmen Yankee Network und die von ihr besessenen Radiosender von der Firma Boston’s Shepard Stores. In den folgenden Jahren weitete General Tire sein Rundfunkgeschäft weiter aus und kaufte mit Don Lee Broadcasting System ein erfolgreiches Radionetwork an der Westküste der Vereinigten Staaten. Zudem wurden KHJ-AM-FM und KFRC-AM-FM akquiriert und im Jahre 1952 schließlich WOR-AM-FM-TV in New York. Daraufhin verschmolz General Tire all seine Rundfunkaktivitäten zur neuen Unternehmenssparte General Teleradio.
Einen letzten Schritt ins Unterhaltungsgeschäft machte General Tire im Juli 1955 mit dem Kauf der RKO Radio Pictures von Howard Hughes für rund 25 Millionen US-Dollar. Aus der Zusammenlegung von RKO und General Teleradio entstand das Tochterunternehmen RKO Teleradio Pictures, das von den neuen Eigentümern halbherzig bis Anfang 1957 noch als Filmstudio weitergeführt wurde. Das Interesse lag bei der umfangreichen Filmbibliothek von RKO, die man für das Programm der eigenen Fernsehsender verwertete. Die beiden RKO-Studiogrundstücke in Hollywood und Culver City hingegen verkaufte man noch 1957 für gut 6 Millionen Dollar an Desilu Productions. Verbliebene, noch unveröffentlichte Filme von RKO wurden für den Kinovertrieb an andere Unternehmen abgegeben; nach der letzten Veröffentlichung eines RKO-Kinofilms im März 1959, wurde die Rundfunktochter in RKO General umbenannt.
RKO General wurde in den folgenden Jahren zu General Tires Subholding für sämtliche Nichtkerngeschäfte, zu denen zeitweise unter anderem Getränkeabfüllung, Hotelunternehmen und eine Beteiligung an der Fluggesellschaft Frontier Airlines zählten. Wichtigstes Standbein blieb allerdings das Rundfunkgeschäft, führend in Nordamerika waren insbesondere die Radiosender. Den gesamten Geschäftsbereich in ein schlechtes Licht rückten allerdings 1965 erstmals erhobene Vorwürfe, dass General Tire seine unabhängigen Reifenvertretungen dazu nötige Werbezeit bei den RKO-Fernsehsendern zu buchen. Die FCC stellte zwar bereits 1969 fest, dass die Anschuldigungen den Tatsachen entsprachen, verlängerte die Sendelizenzen für terrestrische Fernsehsender aber trotzdem in drei Fällen bedingt, begleitet von jahrelangen Anhörungen und Untersuchungen.
Unregelmäßigkeiten in der Buchhaltung veranlassten 1976 die SEC zu einer eingehenden Geschäftsprüfung, die im Juli 1977 zu einer Anzeige wegen Bestechung und Führung eines Reptilienfonds führte. Aufgrund der Verfehlungen von General Tire, sowie dem Zurückhalten von belastendem Material und Bilanzfälschung durch RKO General, entschied die FCC im Juni 1980, dass RKO General als Stationseignerin untragbar sei und die Sendelizenz für den Fernsehsender WNAC zu entziehen ist. In zwei Rekursen wurde die Ansicht der FCC gestützt, letztinstanzlich durch den Supreme Court im April 1982.
1981 erzielte General Tire weltweit einen Jahresumsatz von 885 Millionen US-Dollar und hatte einen Weltmarktanteil von 2,9 Prozent. Im Oktober 1982 schloss das Unternehmen einen Kooperationsvertrag mit dem deutschen Reifenkonzern Continental AG ab, der die Produktion von jährlich 500.000 Reifen in den USA vorsah.
Im Februar 1983 begann die FCC gezielt General Tire zur Aufgabe des Rundfunkgeschäfts zu drängen. Für sämtliche Sender wurden konkurrierende Anträge für eine Sendelizenz angenommen. Dem Druck der Regulierungsbehörde begegnete General Tire mit einer Restrukturierung. Neue Dachgesellschaft wurde 1984 GenCorp mit General Tire und RKO General als gleichwertigen Tochtergesellschaften, ohne gemeinsame Geschäftsbeziehung.
Neuer CEO der GenCorp wurde 1985 Bill Reynolds, der die begonnenen Restrukturierungen weiterführte und die verlustreiche 45 %-Beteiligung an Frontier Airlines verkaufte. Der Fernsehsender WOR wurde 1986 zum Verkauf ausgeschrieben und im November – nach Genehmigung durch die FCC – an die MCA verkauft. Das Geld wurde umgehend für Aktienrückkäufe eingesetzt, um eine drohende feindliche Übernahme zu verhindern. In direktem Zusammenhang fiel die Entscheidung des Managements sich in Zukunft auf die Luftfahrtsparte Aerojet zu konzentrieren und das in General Tire zusammengefasste, ursprüngliche Kerngeschäft zu verkaufen. Für 660 Millionen US-Dollar ging General Tire im Jahre 1987 an Continental, womit sich GenCorp zugleich der Gefahr einer beabsichtigten, feindlichen Übernahme durch zwei Investmentgesellschaften entledigte.
Der Name General Tire wird noch als Regionalmarke für Autoreifen in den Vereinigten Staaten verwendet, das ehemalige Unternehmen General Tire firmiert hingegen als Continental Tire North America. Seit der Schließung der Werke in Mayfield, KN (2004) und Charlotte, NC (2006) ist das Werk in Mount Vernon, IL das einzig verbliebene Continental-Reifenwerk in Nordamerika.